# Diaphone
Diaphone is een geslacht van vlinders van de familie Uilen (Noctuidae).

## Soorten
- D. angolensis Weymer, 1901
- D. delamarei Viette, 1963
- D. eumela (Stoll, 1781)
- D. lampra Karsch, 1894
- D. libertina Bartel, 1903
- D. mossambicensis Hopffer, 1862
- D. niveiplaga Carcasson, 1965
- D. rungsi Laporte, 1973